# Elitserien i handboll för damer 2011/2012
Elitserien i handboll för damer 2011/2012 var den 41:a säsongen av Sveriges högsta division i handboll för damer.
Säsongen inleddes söndagen den 11 september 2011 med matchen mellan Spårvägens HF och BK Heid och avslutades lördagen den 17 mars 2012 följt av ett slutspelet där SM-medaljerna ska delas ut.
Nykomlingar för säsongen 2011/2012 var H 65 Höör och Örebro SK som tog de tvåa första platserna i Allsvenskan 2010/2011.
Efter att omgång 9 var färdigspelad den 17 november, gjorde Elitserien ett uppehåll fram till och med den 22 december då damernas Handbolls-VM avgjordes i Brasilien mellan den 2 och 16 december.

## Deltagande lag
Från Elitserien 2010/2011 (8 lag)
- Team Eslövs IK
- BK Heid
- Lugi HF
- Skuru IK
- Skövde HF
- Spårvägens HF
- IK Sävehof
- VästeråsIrsta HF

Från Elitserie-kval (2 lag)
- H43/Lundagård (kvar i Elitserien)
- HF Kroppskultur (kvar i Elitserien)

Från Allsvenskan 2010/2011 (2 lag)
- H 65 Höör (tvåa i Allsvenskan 2010/2011)
- Örebro SK (etta i Allsvenskan 2010/2011)

## Tabell
Not: Lag i Grönt går till slutspel, lag i Gult spelar Elitseriekval, lag i Rött åker ned till Allsvenskan 2012/2013.
Pos = Position, SM = Spelade matcher, V = Vinster, O = Oavgjorda, F = Förluster, GM = Gjorda mål, IM = Insläppta mål, MSK = Målskillnad, Pts = Poäng

## Matchöversikt
Hemmalaget är listat i den vänstra spalten
| Elitserien 2011/2012 | EIK     | H 43/L  | H 65    | BKH     | HFK     | Lugi    | SIK     | Sk.HF   | Sp.HF   | IKS     | VIHF    | ÖSK     |
| -------------------- | ------- | ------- | ------- | ------- | ------- | ------- | ------- | ------- | ------- | ------- | ------- | ------- |
| Team Eslövs IK       | X       | 25 – 25 | 26 – 22 | 27 – 27 | 21 – 9  | 22 – 25 | 20 – 23 | 24 – 18 | 26 – 19 | 22 – 32 | 26 – 16 | 27 – 18 |
| H 43/Lundagård       | 20 – 22 | X       | 25 – 24 | 23 – 30 | 32 – 27 | 24 – 33 | 28 – 28 | 20 – 27 | 29 – 24 | 20 – 37 | 29 – 30 | 27 – 24 |
| H 65 Höör            | 17 – 22 | 16 – 27 | X       | 31 – 25 | 21 – 27 | 17 – 26 | 19 – 24 | 23 – 26 | 19 – 20 | 17 – 34 | 25 – 28 | 21 – 18 |
| BK Heid              | 21 – 29 | 34 – 26 | 28 – 25 | X       | 17 – 16 | 36 – 30 | 28 – 25 | 31 – 27 | 25 – 21 | 24 – 25 | 26 – 26 | 24 – 17 |
| HF Kroppskultur      | 16 – 28 | 27 – 22 | 30 – 15 | 21 – 29 | X       | 19 – 23 | 16 – 27 | 19 – 27 | 18 – 21 | 16 – 31 | 16 – 16 | 23 – 23 |
| Lugi HF              | 26 – 20 | 26 – 22 | 27 – 16 | 24 – 27 | 29 – 20 | X       | 27 – 21 | 30 – 28 | 23 – 25 | 30 – 24 | 30 – 18 | 40 – 25 |
| Skuru IK             | 20 – 21 | 31 – 25 | 23 – 16 | 29 – 25 | 35 – 19 | 25 – 30 | X       | 29 – 26 | 27 – 22 | 21 – 25 | 27 – 9  | 31 – 13 |
| Skövde HF            | 26 – 22 | 27 – 25 | 20 – 20 | 23 – 22 | 31 – 15 | 27 – 27 | 20 – 22 | X       | 17 – 18 | 25 – 30 | 29 – 11 | 24 – 23 |
| Spårvägens HF        | 24 – 31 | 28 – 31 | 25 – 18 | 28 – 23 | 20 – 21 | 19 – 33 | 23 – 21 | 26 – 25 | X       | 26 – 31 | 27 – 20 | 28 – 17 |
| IK Sävehof           | 30 – 20 | 34 – 23 | 34 – 22 | 26 – 23 | 34 – 15 | 26 – 22 | 30 – 24 | 29 – 29 | 42 – 16 | X       | 32 – 15 | 30 – 12 |
| VästeråsIrsta HF     | 26 – 21 | 32 – 27 | 29 – 22 | 35 – 29 | 24 – 21 | 16 – 26 | 25 – 31 | 20 – 29 | 26 – 22 | 18 – 32 | X       | 30 – 17 |
| Örebro SK            | 18 – 40 | 18 – 31 | 19 – 27 | 20 – 38 | 18 – 21 | 17 – 33 | 22 – 32 | 12 – 32 | 23 – 29 | 18 – 41 | 20 – 26 | X       |

## Slutspelet

### Kvartsfinaler
Kvartsfinalerna spelades i bäst av fem matcher och avgjordes mellan den 28 mars och 17 april 2012 där de åtta bästa lagen från Elitserien var kvalificerade. Lag 1 (Sävehof) valde kvartsfinalmotståndare mellan lagen på plats 7 (Spårvägen) och 8 (VästeråsIrsta). Därefter valde lag 2 (Lugi) motståndare av lagen på plats 6 till 8 och till sist valde lag 3 (Skuru) motståndare mellan lagen på plats 5 till 8. Fyran i serien (Eslöv) fick det lag som blev över efter att övriga lag valt sina motståndare . Team Eslövs hemmamatcher spelades i Lunds Idrottshall.
| Datum                               | Match                   | Resultat          | Publik |
| ----------------------------------- | ----------------------- | ----------------- | ------ |
| IK Sävehof - VästeråsIrsta HF (3-0) |                         |                   |        |
| 29 mars 2012                        | Sävehof - VästeråsIrsta | 31 - 26           | 1.223  |
| 1 april 2012                        | VästeråsIrsta - Sävehof | 18 - 28           | 378    |
| 10 april 2012                       | Sävehof - VästeråsIrsta | 26 - 14           | 1.050  |
| Lugi HF - Skövde HF (3-1)           |                         |                   |        |
| 29 mars 2012                        | Lugi - Skövde           | 22 - 25 (e.förl.) |        |
| 1 april 2012                        | Skövde - Lugi           | 31 - 33 (e.förl.) | 912    |
| 11 april 2011                       | Lugi - Skövde           | 22 - 19           | 825    |
| 14 april 2012                       | Skövde - Lugi           | 22 - 31           | 982    |
| Skuru IK - Spårvägens HF (3-0)      |                         |                   |        |
| 28 mars 2012                        | Skuru - Spårvägen       | 30 - 23           | 442    |
| 2 april 2012                        | Spårvägen - Skuru       | 25 - 29           | 681    |
| 10 april 2012                       | Skuru - Spårvägen       | 28 - 14           |        |
| Team Eslövs IK - BK Heid (3-2)      |                         |                   |        |
| 28 mars 2012                        | Eslöv - Heid            | 18 - 17           | 360    |
| 31 mars 2012                        | Heid - Eslöv            | 20 - 21           |        |
| 9 april 2012                        | Eslöv - Heid            | 20 - 23           | 452    |
| 14 april 2012                       | Heid - Eslöv            | 30 - 28           | 607    |
| 17 april 2012                       | Eslöv - Heid            | 26 - 21           | 575    |

### Semifinaler
Semifinalerna spelades i bäst av fem matcher och avgjordes mellan den 21 april och 1 maj
| Datum                             | Match           | Resultat | Publik |
| --------------------------------- | --------------- | -------- | ------ |
| IK Sävehof - Team Eslövs IK (3-0) |                 |          |        |
| 21 april 2012                     | Sävehof - Eslöv | 28 - 21  |        |
| 25 april 2012                     | Eslöv - Sävehof | 27 - 36  |        |
| 28 april 2012                     | Sävehof - Eslöv | 29 - 21  |        |
| Lugi HF - Skuru IK (3-1)          |                 |          |        |
| 21 april 2012                     | Lugi - Skuru    | 21 - 24  |        |
| 25 april 2012                     | Skuru - Lugi    | 21 - 22  |        |
| 28 april 2012                     | Lugi - Skuru    | 25 - 21  |        |
| 1 maj 2012                        | Skuru - Lugi    | 20 - 21  |        |

### Final
Finalen spelades i bäst av en match den 12 maj 2012
| Datum                      | Match                | Resultat | Publik |
| -------------------------- | -------------------- | -------- | ------ |
| Final i Malmö Arena, Malmö |                      |          |        |
| 12 maj 2012                | IK Sävehof - Lugi HF | 27 - 14  | 8127   |

## Kval till Elitserien 2012/2013
Elitseriekvalet spelades i bäst av tre matcher mellan lag 9, 10 och 11 från Elitserien och lag 2, 3 och 4 från Allsvenskan, det avgjordes mellan den 31 mars och 15 april 2012 och de tre vinnarna spelade i Elitserien 2012/2013 
| Datum                                 | Match                       | Resultat | Publik |
| ------------------------------------- | --------------------------- | -------- | ------ |
| H43/Lundagård - Eskilstuna Guif (2-0) |                             |          |        |
| 31 mars 2012                          | Guif - H43/Lundagård        | 22 - 29  |        |
| 15 april 2012                         | H43/Lundagård - Guif        | 28 - 22  |        |
| HF Kroppskultur - Caperiotumba (0-2)  |                             |          |        |
| 31 mars 2012                          | Caperiotumba - Kroppskultur | 27 - 25  | 346    |
| 9 april 2012                          | Kroppskultur - Caperiotumba | 19 - 22  | 1.047  |
| H 65 Höör - Önnereds HK (2-0)         |                             |          |        |
| 1 april 2012                          | Önnered - H 65 Höör         | 15 - 23  | 623    |
| 9 april 2012                          | H 65 Höör - Önnered         | 29 - 14  | 450    |

## Skytteligan
- Nathalie Hagman, Lugi HF - 22 matcher, 164 mål[3]

### Fotnoter
1. ↑  SM-slutspel 2012[död länk]
2. ↑  Kval till Elitserien 2012/2013[död länk]
3. ↑  ”Skyttedrottningar 1984–2012”. Svenska Handbollsförbundet. 2011 – 2012. Arkiverad från originalet den 21 april 2013. https://web.archive.org/web/20130421230635/http://www.svenskhandboll.se/ImageVaultFiles/id_2945/cf_31/Elit_Damer_Skyttedrottningar.PDF. Läst 29 juni 2014.